# Lista de partidos políticos de Israel
O sistema político de Israel, baseado na representação proporcional, permite um sistema multipartidário com diversos partidos representados nos 120 assentos do Knesset (o parlamento de Israel).
Um Knesset típico inclui um grande número de Alas representadas. Isso se deve ao baixo limiar eleitoral exigido para um assento - 1% dos votos de 1949 a 1992, 1,5% de 1992 a 2003, 2% de 2003 a 2014 e 3,25% desde 2015. Nas eleições de 2015, por exemplo 10 partidos ou alianças eliminaram o limiar e cinco deles conquistaram pelo menos 10 lugares. O limiar baixo, em combinação com o sistema de lista partidária a nível nacional, torna quase impossível para um único partido obter todos os 61 assentos necessários para um governo de maioria. Nenhum partido conseguiu a maioria dos assentos em uma única eleição, tendo o máximo sido 56, proeza do partido Alinhamento nas eleições de 1969 (o Alinhamento ocupou brevemente a maioria dos assentos antes das eleições após sua formação em janeiro de 1969).
Como resultado, enquanto apenas três partidos (ou seus antecedentes) já lideraram governos, todos os governos israelenses até 2019 foram coalizões que incluíram dois ou mais partidos.

## Partidos políticos

### Partidos atualmente representados no Knesset
As seguintes partidos são representados no parlamento após a eleição de março de 2020: 
| Nome | Nome                                                                      |  | Líder                    | Ideologia | Espectro                                             | Knesset  |
| ---- | ------------------------------------------------------------------------- |  | ------------------------ | --- | ---------------------------------------------------- | -------- |
|      | Likud em hebraico: הליכוד                                                 |  | Benjamin Netanyahu       | Conservadorismo, Conservadorismo nacional, Liberalismo nacional, Liberalismo econômico                                                              | Centro-direita a Direita                             | 36 / 120 |
|      | Yesh Atid-Telem em hebraico: יש עתיד-תל״ם                                 |  | Yair Lapid Moshe Ya'alon | Liberalismo , Liberalismo social , Sionismo liberal , Solução de dois estados                                                                       | Centro                                               | 17 / 120 |
|      | Lista Conjunta em hebraico: הרשימה המשותפת‎ em árabe: القائمة المشتركة     |  | Ayman Odeh Moshe Ya'alon | Interesses árabe-israelenses, Solução dos dois Estados                                                                                              | Partido pega-tudo Maioria: Esquerda/Extrema-esquerda | 15 / 120 |
|      | Azul e Branco (Partido da Resiliência de Israel) em hebraico: חוסן לישראל |  | Benny Gantz              | Sionismo, Social liberalismo, Ambientalismo | Centro                                               | 14 / 120 |
|      | Shas em hebraico: ש״ס                                                     |  | Aryeh Deri               | Conservadorismo religioso, Populismo , Economia mista, Interesses ultra-ortodoxos Mizrahi                                                           | Direita a Extrema-direita                            | 9 / 120  |
|      | Judaísmo Unido da Torá em hebraico: יהדות התורה                           |  | Yaakov Litzman           | Judaísmo da Torá, Judaísmo Haredi, Judaísmo hassídico , Halachá Ortodoxa, Conservadorismo religioso                                                 | Direita                                              | 7 / 120  |
|      | Yisrael Beitenu em hebraico: ישראל ביתנו‎                                  |  | Avigdor Lieberman        | Sionismo revisionista , Liberalismo econômico , Nacionalismo, Secularismo, Plano Lieberman, Interesses dos falantes de russo , Populismo de direita | Centro-direita a Direita                             | 7 / 120  |
|      | Yamina em hebraico: ימינה‎                                                 |  | Naftali Bennett          | Sionismo, Sionismo revisionista, Conservadorismo nacionalista, Pro-Colônias israelenses                                                             | Direita a Extrema-direita                            | 5 / 120  |
|      | Partido Trabalhista em hebraico: מפלגת העבודה‎                             |  | Amir Peretz              | Social-democracia, Sionismo trabalhista, Solução de dois estados                                                                                    | Centro-esquerda                                      | 3 / 120  |
|      | Meretz em hebraico: מרצ‎ em árabe: ميرتس‎                                   |  | Nitzan Horowitz          | Social-democracia, Sionismo trabalhista, Secularismo , Política verde , Solução de dois estados                                                     | Esquerda                                             | 3 / 120  |
|      | Derekh Eretz em hebraico: דרך ארץ                                         |  | Yoaz Hendel Zvi Hauser   | Sionismo, Conservadorismo liberal, Liberalismo nacional                                                                                             | Centro-direita                                       | 2 / 120  |
|      | Gesher em hebraico: גשר                                                   |  | Orly Levy                | Sionismo, Liberalismo social, Igualitarismo, Feminismo, Solução de dois estados                                                                     | Centro                                               | 1 / 120  |
|      | Lar Judaico em hebraico: הבית היהודי‎                                      |  | Rafi Peretz              | Interesses ortodoxos, Sionismo Religioso, Nacionalismo religioso, Conservadorismo religioso, Liberalismo econômico                                  | Direita a Extrema-direita                            | 1 / 120  |

### Outras partidos
As seguintes partidos não têm assentos do Knesset no momento:
- Ahrayut
- Ale Yarok
- Sou Shalem
- Brit Olam
- Da'am Workers Party, Organização para a Ação Democrática
- Dor
- Eretz Hadasha
- Gesher
- HaYisraelim
- Kadima (ocupou assentos de 2005 a 2015)
- Koah HaKesef
- Koah LeHashpi'a
- Lazuz
- Líder
- Lehem
- Lev LaOlim
- Direitos do Homem no Partido da Família
- Magen Yisrael (escudo de Israel)
- Meimad (ocupou assentos entre 1999 e 2009 como parte da aliança One Israel)
- Novo Horizonte
- Nova Direita
- Or
- Otzma Yehudit (ocupou assentos entre 2012 e 2013 depois de se separar da União Nacional, então sob o nome de Otzma LeYisrael rumou sem sucesso como parte da lista de Yachad nas eleições de 2015)
- Piratim - Partido Pirata de Israel
- Ihud Bnei HaBrit (Aliados Unidos)
- Os Verdes
- Telem [19]
- Tzomet (ocupou assentos entre 1987 e 1999; em 1996, as eleições formaram uma "Lista Nacional de Acampamentos" conjunta com o Likud e Gesher)
- U’Bezchutan — fundada em 2015 como um Partido das mulheres judias ortodoxas [20]
- Yachad
- Yisrael Hazaka
- Yisrael HaMithadeshet
- Zehut

### Partidos que não conseguiram ganhar assentos no Knesset
- Hatzohar — o  original Partido Sionista Revisionista, dissolveu-se depois de não alcançar o limiar eleitoral nas eleições de 1949.
- Bloco Popular Árabe — partido árabe que funcionou nas eleições 1949.
- Tafnit — concorreu nas eleições de 2006.
- Partido das Mulheres — concorreu nas eleições de 1977.
- Yamin Yisrael — se separou do Moledet, outro partido de direita, antes das eleições de 1996, mas não conseguiu passar o limiar eleitoral necessário.

## Mudanças de nome
As seguintes partidos mudaram seus nomes
- Banai tornou - se Tehiya-Bnai e depois Tehiya
- Emunim se tornou Tkuma
- Igualdade em Israel-Panteras tornou - se o Partido da Unidade
- Flatto-Sharon tornou - se desenvolvimento e paz
- Hitkhabrut se tornou o Partido Nacional Sionista Religioso Renovado, depois Ahi
- Israel no centro se tornou o Partido do Centro
- Meretz tornou-se Yachad e depois Meretz-Yachad, depois Meretz novamente
- Movimento para Mudança e Iniciativa se tornou Shinui
- Mizrachi-Hapoel HaMizrachi tornou - se a Frente Religiosa Nacional, em seguida, Mafdal (Partido Nacional Religioso), então The Jewish Home
- Responsabilidade Nacional tornou-se Kadima
- Unidade Nacional - Aliança Nacional Progressiva se tornou Aliança Nacional Progressiva
- Grupo Parlamentar de Bronfman e Tsinker tornou-se Makhar, então a Escolha Democrática
- Partido para o Avanço da Ideia Sionista tornou-se o Novo Partido Liberal
- Rafi - Lista Nacional tornou-se Ometz
- Rakah se tornou Maki
- Facção secular tornou-se Hetz
- Facção social-democrata tornou - se a Facção Socialista Independente
- Shinui - Partido Central tornou-se Shinui - o Movimento Secular, e então Shinui - Partido para o Secular e a Classe Média, mas é geralmente conhecido como apenas como Shinui

## Movimentos juvenis sionistas
- Betar (associado a Herut e depois ao Likud)
- Bnei Akiva (Filhos de Akiva, associados a Mafdal (Partido Religioso Nacional))
- Habonim Dror (The Builders - Liberdade, movimento socialista sionista socialista associado ao Partido Trabalhista de Israel)
- Hashomer Hatzair (A Jovem Guarda, movimento socialista sionista socialista associado com Mapam e não oficialmente com Meretz)
- Magshimey Herut (associado com Herut)
- HaNoar HaOved VeHaLomed (A Juventude Aprendiz e Trabalhadora, movimento socialista sionista socialista, movimento irmão de Habonim Dror, associado ao Partido Trabalhista de Israel e à Histadrut)
- Noar Avoda (Juventude Trabalhista, associada ao Trabalho)
- Noar Moledet (Moledet Youth, associado a Moledet)
- Young Meretz (para jovens entre 18 e 35 anos de idade) e Meretz Youth para menores de 18 anos, associados a Meretz)
- Noar Meir e o Hilltop Youth (associado a Kach e seus vários partidos sucessores)